# ليونارد جاكوبسون (كاتب)
ليونارد جاكوبسون (بالإنجليزية: Leonard Jacobson)‏ هو كاتب أسترالي، ولد في 28 أكتوبر 1944.